# Eugène-Léopold-Albéric Finelle
Eugène-Léopold-Albéric Finelle, francoski general, * 1882, † 1961.